# Proces izocor
Un proces izocor sau transformare izocoră, numit și proces la volum constant, proces izovolumetric sau proces izometric, este un proces termodinamic în timpul căruia volumul sistemului termodinamic închis care suferă un astfel de proces rămâne constant. Un exemplu de proces izocor este încălzirea sau răcirea conținutului gazos al unui container etanș, neelastic.
Procesul termodinamic este adăugarea sau îndepărtarea căldurii; neschimbarea conținutului containerului stabilește că sistemul este unul închis, iar nedeformarea containerului asigură condiția volumului constant. 
Procesul izocor, ca proces cvasistatic, decurge lent și e caracterizat de o stare inițială și una finală. Poate fi reprezentat grafic în coordonate Clapeyron prin drepte paralele cu ordonata.Vlădea, Tratat..., pp. 123–124</ref>.

## Vezi și
- Proces izobar
- Proces adiabatic
- Proces izotermic
- Proces politropic
- Ciclu termodinamic